# Contea di Kirinyaga
La contea di Kirinyaga (in inglese: Kirinyaga County) è una contea del Kenya situata nell'ex Provincia Centrale.